# King of the Carnival
King of the Carnival é um seriado estadunidense de 1955, gênero policial, dirigido por Franklin Adreon, em 12 capítulos, estrelado por Harry Lauter, Fran Bennett, Keith Richards e Stuart Whitman. Produzido e distribuído pela Republic Pictures, veiculou nos cinemas estadunidenses a partir de 27 de junho de 1955. Ele contém uma grande quantidade de cenas de arquivo do seriado anterior da Republic Daredevils of the Red Circle (1939), e do filme Circus Girl (1937).
Foi o último seriado produzido pela Republic e é frequentemente considerado como um dos piores produzidos por essa empresa. A trama refere-se a agentes do Departamento do Tesouro dos Estados Unidos investigando uma operação de falsificação que se acredita estar conectada a um circo. No ano seguinte, o estúdio concorrente Columbia Pictures lançaria seus dois últimos seriados, encerrando para sempre a era dos seriados cinematográficos.

## Sinopse
Os agentes do Departamento do Tesouro dos Estados Unidos Art Kerr e Jim Haynes estão investigando uma operação de falsificação global, acreditando que existe uma ligação com o circo. O acrobata Bert King concorda em ajudar seu velho amigo Art (eram ambos paraquedistas na guerra) em busca de falsificadores; sua parceira de acrobacia June Edwards o auxilia. Desde o início do seu envolvimento, eles se encontram várias vezes ameaçados por dois bandidos, Daley e Travis. Evidências levam Bert e June a uma caverna que leva a uma praia isolada e contém a engrenagem pertencente à quadrilha. Eles desconhecem, no entanto, que esse litoral esconde Zorn, o falsário que está imprimindo as contas falsas. A evidência aponta, porém, para um desconhecido, de maior autoridade, dirigindo as operações desses homens, e aparentemente alguém ligado ao circo. Entre os maiores suspeitos está Burton, o palhaço.

## Elenco
- Harry Lauter … Bert King, acrobata e paraquedista
- Fran Bennett … June Edwards, acrobata
- Keith Richards … Daley
- Terry Frost … Travis
- Robert Shayne … Jess Carter, mestre de cerimônias do circo
- Rick Vallin … Agente Art Kerr, um T-Man (Agente do Departamento do Tesouro dos Estados Unidos) e paraquedista
- Robert Clarke … Agente Jim Hayes, um T-Man (Agente do Departamento do Tesouro dos Estados Unidos)
- Gregory Gay … Zorn, agente de uma potência estrangeira
- Lee Roberts … Hank
- Mauritz Hugo … Sam
- Chris Mitchell … Bill
- Stuart Whitman … Mac, acrobata
- Tom Steele … Matt Winston, acrobata. Considerando que os seriados da Republic tradicionalmente empregavam um pequeno exército de dublês, Steele foi o único dublê necessário para este seriado.
- George DeNormand … Garth
- Richard Alexander[3]

## Produção
King of the Carnival foi orçado em $172,995, embora seu custo final tenha sido  $177,050, e foi o mais barato seriado da Republic Pictures de 1955.
Foi filmado entre 8 e 25 de março de 1955, sob o título de trabalho King of the Circus. Com dezessete dias de filmagem, este foi o seriado filmado em menor tempo da Republic, ao lado de Zombies of the Stratosphere. Foi o seriado filmado sob o número 1800.
A Republic costumava chamar seus heróis de "King", de forma que o título era "King of...". O estúdio teve sucesso com este esquema após a adaptação de Zane Gray, King of the Royal Mounted.
Os efeitos especiais foram criados pelos irmãos Howard e Theodore Lydecker.

## Lançamento
O lançamento oficial de King of the Carnival' foi em 27 de junho de 1955, embora esta é realmente a data em que o sexto capítulo foi disponibilizado.
Foi o último seriado novo lançado pela Republic. A companhia cinematográfica Columbia Pictures, concorrente direta da Republic na produção de seriados, encerraria sua produção no ano seguinte, encerrando assim a produção serial para cinema dos Estados Unidos, terminando a era dos seriados cinematográficos. No entanto o estúdio continuou com um cronograma de relançamento de seriados até 1958, começando com o relançamento de Dick Tracy's G-Men e terminando com o relançamento de Zorro's Fighting Legion.

## Capítulos
1. Daredevils of the Air (20 min)
2. Death Takes the Wheel (13 min 20s)
3. The Trap that Failed (13 min 20s)
4. Operation Murder (13 min 20s)
5. The Mechanical Bloodhound (13 min 20s)
6. Undersea Peril (13 min 20s)
7. High Hazard (13 min 20s)
8. Death Alley (13 min 20s)
9. Cave of Doom (13 min 20s)
10. The Masked Executioner (13 min 20s)
11. Undersea Warfare (13 min 20s)
12. Vengeance Under the Big Top (13 min 20s)

Fonte: